# تصوير المدوارة الحرة لحالة الاضطراد

التصوير بالرنين المغناطيسي لغرف القلب الأربعة، باستخدام تتابع المدوارة الحرة لحالة الاضطراد

تصوير المدوارة الحرة لحالة الاضطراد هو عبارة عن تتابع للتصوير بالرنين المغناطيسي يستخدم حالة الاضطراد للمغنطة، ويعتمد على تتابع تدرج الصدى مع تقصير وقت التكرار.